# Britney: For the Record
Britney: For The Record ist der Titel einer 2008 entstandenen Dokumentation der US-amerikanischen Popsängerin Britney Spears, in der es um Spears’ Weg zurück in die Öffentlichkeit geht, nachdem sie in den Vorjahren mit einigen persönlichen Problemen zu kämpfen hatte.
Der Film wurde unter anderem in Los Angeles und New York  gedreht. Die Dreharbeiten begannen am 5. September 2008, zwei Tage vor den MTV Video Music Awards, die durch Spears eröffnet wurden. Regisseur des Films war Phil Griffin. Der erste Trailer wurde im Oktober 2008 veröffentlicht.
Britney: For the Record feierte in den USA am 30. November 2008 TV-Premiere auf MTV, zwei Tage vor der Veröffentlichung von Spears’ sechstem Studioalbum Circus, dass durch die Dokumentation zusätzliche Promotion erhielt. Auch wenn der Film hohe Einschaltquoten erzielte und von Fans positiv aufgenommen wurde, gaben Kritiker hauptsächlich durchschnittliche Bewertungen.

## Hintergrund
Nach Spears’ Gastauftritt bei How I Met Your Mother im Jahre 2008, berichtete die Zeitung The National Enquirer, dass Larry Rudolph, der wieder als Manager für Spears tätig war, eine Dokumentation über ihr Leben und ihr Comeback plane. Laut Medienberichten sollte sich die Dokumentation um Spears’ Weg zurück in das Rampenlicht drehen, nachdem sie sich nach ihrem Zusammenbruch komplett der Öffentlichkeit entzog. Die Produktionsfirma FremantleMedia veröffentlichte am 9. Oktober 2008 eine entsprechende Presseerklärung. Noch am selben Abend berichtete MTV, dass die Dokumentation am 30. November Premiere feiern wird.
Nachdem Spears in den Vorjahren mit enormer Kritik an ihrem Lebenswandel konfrontiert wurde, war es ihr Wunsch nach Aufklärung und die Schilderung ihrer Sicht der Dinge die letztendlich zum Konzept und zur Entstehung des Films führten. Spears spricht ungewohnt offen über ihre früheren Beziehungen mit Justin Timberlake & Ex-Ehemann Kevin Federline. Erstmals nimmt sie auch Stellung zu ihrem kritisierten Auftritt bei den MTV Video Music Awards 2007 und spricht über die nach wie vor anhaltende Vormundschaft durch ihren Vater James Spears. Des Weiteren zeigt der Film auch den privaten Menschen Britney Spears, da es einige emotionale Szenen gibt, als auch einen Einblick von Spears als Mutter zweier Söhne.

### Dreharbeiten
Für die Dreharbeiten tat Spears sich mit dem amerikanischen Musiksender MTV sowie der preisgekrönten Produktionsfirma Radical Media zusammen. Die Dreharbeiten für For The Record begannen am 5. September und dauerten bis Mitte November 2008. Das Produktionsteam verwendete für den Film verschiedene Aufnahmen von Spears, unter anderem auch von ihrem Auftritt bei den MTV Video Music Awards Auftritt 2008. Begleitet wird Spears auch bei den Dreharbeiten der Musikvideos zu Womanizer und Circus, sowie zu einer Presse-Tour nach New York. Spears’ Interview Sequenzen wurden im Mondrian Hotel in Los Angeles gedreht. Die Sängern Madonna hat einen Cameo-Auftritt und meldet sich ebenfalls zu Wort. Sie lud Spears zu einem Konzert ihrer Sticky & Sweet Tour in Los Angeles ein.

## Veröffentlichung und Promotion
Um die Dokumentation besser zu promoten, wurden auf der offiziellen Website Britney.com einige, bis dahin noch unveröffentlichte, Bilder und Videos von den Dreharbeiten gezeigt. MTV produzierte einige, kurze Werbespots und veröffentlichte vorab Ausschnitte von For The Record. Spears selbst war bei der Erstausstrahlung anwesend, die Tickets für die Liveausstrahlung wurden verlost.